# 柔瓣美人蕉
柔瓣美人蕉（学名：Canna flaccida）为美人蕉科美人蕉属的植物。分布于南美洲以及中国大陆的南北各省等地，目前已由人工引种栽培。

## 變種
黄花美人蕉（广州常见经济植物）